# Цигларски, Ханс
Ханс Цигларски (нем. Hans Ziglarski; 16 октября 1905, Белосток — 12 февраля 1975, Берлин) — немецкий боксёр легчайшей весовой категории, выступал за сборную Германии в конце 1920-х — начале 1930-х годов. Серебряный призёр летних Олимпийских игр в Лос-Анджелесе, чемпион национального первенства, победитель многих международных турниров и матчевых встреч.

## Биография
Ханс Цигларски родился 16 октября 1905 года в польском городе Белосток. В раннем детстве начал заниматься боксом, переехал в Германию, где выступал сначала за берлинский клуб, а потом за мюнхенский. Первого серьёзного успеха на ринге добился в 1925 году, когда занял в зачёте национального первенства второе место (в финале уступил Карлу Шульце). В 1928 году впервые стал чемпионом Германии среди любителей и благодаря череде удачных выступлений удостоился права защищать честь страны на летних Олимпийских играх 1928 года в Амстердаме. На Олимпиаде, тем не менее, в первом же матче на турнире потерпел поражение от канадца Винсена Глионна и выбыл таким образом из борьбы за медали.
Несмотря на проигрыш, Цигларски продолжил активно выходить на ринг в основном составе национальной команды, принимая участие во всех крупнейших международных турнирах. Так, в 1930 году боксировал на чемпионате Европы в Будапеште, однако сумел дойти здесь только до стадии четвертьфиналов. Неоднократно был участником матчевых встреч со сборными Венгрии, Польши, Дании, Испании, Норвегии и США. В 1932 году прошёл квалификацию на Олимпийские игры в Лос-Анджелес, пробился в финал легчайшей весовой категории, но в решающем матче проиграл канадцу Хорасу Гвинну. Получив серебряную олимпийскую медаль, вскоре после этих соревнований принял решение завершить карьеру спортсмена. В течение долгого времени работал тренером по боксу. Умер 12 февраля 1975 года в Берлине.